# Cultura de Gibraltar
La cultura de Gibraltar refleja los diversos orígenes de los gibraltareños. Aunque hay influencias españolas y británicas dado el resultado del estatus del territorio; como territorio británico de ultramar y su proximidad a España, los orígenes étnicos de la mayoría de los gibraltareños son una mezcla de influencias: españoles andaluces, genoveses, malteses, portugueses y británicos. 
La religión principal es el cristianismo, siendo el grupo mayoritario la Iglesia católica, seguida de la Iglesia de Inglaterra. Hay una comunidad judía sefardí establecida desde hace mucho tiempo, una cantidad de hindúes y una población musulmana marroquí. Los gibraltareños de origen genovés llegaron al Peñón de Gibraltar en el siglo XVIII, mientras los malteses y portugueses los siguieron en el siglo XIX, llegando a trabajar y comerciar en la base militar británica. Sus raíces españolas son el resultado de generaciones de matrimonios mixtos con los habitantes de las ciudades próximas.
Durante la Segunda Guerra Mundial, toda la población civil del Peñón de Gibraltar fue evacuada en interés del ejército británico, que decretó que «la fortaleza es lo primero». Fueron trasladados al Reino Unido, particularmente a Fulham y Kensington en Londres y Ballymena en Irlanda del Norte, así como a Jamaica y Madeira. Esto sirvió para fortalecer una identidad gibraltareña en oposición a simplemente británica, y después de la guerra hubo una campaña exitosa para la repatriación.

## Relaciones culturales con Gran Bretaña y España

### Gibraltareños británicos
Los gibraltareños, históricamente, han estado orgullosos de su herencia británica y a diferencia de los habitantes de otros territorios buscaron fortalecer en lugar de aflojar sus vínculos con el Reino Unido y la Corona británica, viéndose a sí mismos como «más británicos que los británicos». Esta sensación de ser británico fue particularmente fuerte cuando la frontera con España se cerró en 1969 y todos los enlaces de comunicaciones se cortaron. Hasta el 16 de diciembre de 2006 los únicos vuelos desde el aeropuerto de Gibraltar eran los del Reino Unido. Para algunos, en Gran Bretaña, este sentido de «pantomima británica» a menudo se mira con una mezcla de incomprensión y ridículo. El hecho de que son en gran parte de aspecto mediterráneo y hablan una variante del español de Andalucía, conocido como Llanito les da a los gibraltareños un gran parecido con los españoles andaluces a pesar del patrimonio e identidad cultural distinta de los gibraltareños.

### Religión
La mayoría de los gibraltareños son católicos y la Diócesis de Gibraltar se encuentra inmediatamente sujeta a la Santa Sede. The Rock también forma parte de la diócesis de la Iglesia de Inglaterra que cubre Europa continental con un «Obispo de Gibraltar en Europa». También hay una Iglesia metodista y la Iglesia de San Andrés (parte de la Iglesia de Escocia).
Hay una pequeña pero muy influyente minoría judía (800 miembros) activa en los negocios y la política y cinco sinagogas. La mayoría de los marroquíes son musulmanes y hay una gran mezquita en la Punta Europa, la mezquita Ibrahim-al-Ibrahim, pagada por Arabia Saudita. La mayoría de los indios son hindúes con su propio templo local.
Además, hay dos congregaciones muy activas de testigos de Jehová que comparten el mismo Salón del Reino; uno tiene reuniones en inglés y el otro en español.

### Relaciones con España
Históricamente, los lazos culturales con España han sido fuertes; una variante del español andaluz, «Llanito», siendo el idioma vernáculo del territorio. Los matrimonios mixtos entre gibraltareños y españoles dieron como resultado que muchas personas tuvieran parientes al otro lado de la frontera, conocidos en español como La Verja o 'la valla'. Estas personas se vieron gravemente afectadas por el cierre de la frontera en 1969, que incluso vio interrumpidos los enlaces telefónicos, de modo que la única forma en que las familias podían comunicarse era gritar a través de las puertas fronterizas. Otros tomaron la ruta más engorrosa y costosa de viajar primero desde Gibraltar a Tánger en ferry y luego tomar otro ferry a Algeciras, antes de tomar un último autobús a La Línea de la Concepción. Un viaje que tomaría medio día, cuando el destino final habría estado a poca distancia en circunstancias normales.
Desde que se reabrió la frontera con España, los lazos con el interior, conocido como el «Campo de Gibraltar», han aumentado y muchos compran propiedades en lugares como La Línea de la Concepción, Sotogrande y otros lugares como la Costa del Sol, donde los precios son considerablemente más bajos. Los fines de semana muchos acuden a través de la frontera, con clubes nocturnos y bares más animados que en Gibraltar. Los gibraltareños más jóvenes tienen una considerable exposición a la cultura popular de España, e incluso viceversa, el grupo pop Taxi ha tenido éxito en las listas de éxitos en español, prácticamente todas sus canciones están en español. Además, los gibraltareños de todas las edades son a menudo partidarios acérrimos de equipos de fútbol españoles como el FC Barcelona y el Real Madrid C.F., así como equipos ingleses como Manchester United F.C. y Arsenal F.C.
Sin embargo la solicitud de la Asociación de Fútbol de Gibraltar para ser miembro de la UEFA, que le permitiría participar en los Campeonatos de Europa de Fútbol y en la Copa Mundial de Fútbol, se encontró con la fuerte oposición de la Real Federación Española de Fútbol. Esto se ve como un nuevo intento de negar la existencia de Gibraltar internacionalmente.
Mientras que los gibraltareños tienen múltiples identidades, viéndose en diferentes grados como gibraltareños, británicos y europeos, generalmente no se identifican con el Estado español. Mientras que algunos en el Ministerio de Asuntos Exteriores de Gran Bretaña desearían que este cierre de lazos produjera una «ósmosis» entre The Rock y el «Campo de Gibraltar», no hay perspectivas de que los gibraltareños acepten la absorción en España. Un viaje a través de la frontera, incluso a La Línea, todavía se describe como «ir a España».

### Relaciones con el Reino Unido
La influencia británica sigue siendo fuerte. El español es ampliamente hablado, pero se usa principalmente como idioma vernáculo, siendo el inglés el único idioma oficial utilizado en el gobierno, el comercio, la educación y los medios de comunicación. Los gibraltareños que van a la educación superior asisten a la universidad en el Reino Unido y no en España. Muchos graduados universitarios permanecen en el Reino Unido para seguir carreras allí. Después de la Segunda Guerra Mundial la mayoría de los evacuados fueron repatriados, pero algunos se quedaron mientras que muchos también se mudaron al Reino Unido, aumentando así los lazos familiares con la «madre patria». Mientras que la televisión de España es fácilmente recibida y vista, la disponibilidad de la televisión británica vía satélite, particularmente Sky y la BBC, significa que los gibraltareños están tan familiarizados con las noticias británicas y la cultura popular como las personas en el Reino Unido.

## Apellidos
Muchos gibraltareños tienen nombres que reflejan su herencia mixta británica y mediterránea generalmente con nombres británicos como Keith, Kyle, Nigel, James, John, Marie, Natalie, Samantha, etc. con apellidos provenientes de todo el Mediterráneo y otros lugares. Los apellidos en Gibraltar incluyen los que provienen de:
 Génova
P.ej. Alecio, Bossano, Bottaro, Canessa, Cavilla, Culatto, Danino, Devincenzi, Felice, Ferrary, Ferro, Galliano, Imossi, Isola, Lavarello, Licudi, Massetti, Montegriffo, Olivero, Parodi, Passano, Pitaluga, Pitto, Pizzarello, Povedano, Ramo, Risso, Sciacaluga, Stagnetto
 India
P.ej. Aswani, Budhrani, Karnani, Kumar, Mahtani
 Malta
P.ej. Agius, Attard, Azzopardi, Borg, Buhagiar, Buttigieg, Calleja, Canepa, Camilleri, Caruana, Debono, Farrugia, Mifsud, Robba, Sant, Spiteri, Teuma, Xerri, Zammit
 Portugal
P.ej. Britto, Coelho, Correia, Gonçalves, Mascarenhas, Netto, Oliveira, Tavares
 Israel
P.ej. Abudarham, Attias, Belilo, Benady, Benamor, Benyunes, Cohen, Federico, Gabay, Hassan, Leví, Serfaty, Serruya, Wahnon
 España
P.ej. Asquez, Borrell, García, Gómez, González, López, Linares, Mañasco, Martínez, Ocaña, Ramírez, Reyes, Rodríguez, Sánchez, Santos, Vallejo, Vinent, Pérez, Hernández, Moreno, Sevilla, Díaz, Romero, Navarro, Torres, Fernández
 Reino Unido
P.ej. Corby, Crisp, Feetham, Finlayson, Francis, Hook, Holmes, Jones, Randall, Richardson, Tewkesbury, Neish, McKnight
 Irlanda
P.ej. Fitzgerald, Byrne, McCarthy

## 'Gibraltarian' contra 'Gente de Gibraltar'

### Británicos de Gibraltar
Mientras que muchos extranjeros usan los términos «gibraltareños», «gentes de Gibraltar» y «residentes de Gibraltar» indistintamente, hablando en sentido estricto, «gibraltareño» debe usarse solo para describir a esos ciudadanos británicos registrados como gibraltareños.
Originalmente, el Reino Unido consideraba a los gibraltareños como ciudadanos de los Territorios Británicos de Ultramar (CTBU). En 1981 los gibraltareños hicieron campaña con éxito contra esta clasificación en virtud de la Ley de Nacionalidad Británica que les habría privado del derecho de residencia en el Reino Unido junto con otros súbditos coloniales. Esto se debió en parte al estatus de Gibraltar como parte de la entonces Comunidad Europea (ahora Unión Europea). Como resultado, los gibraltareños adquirieron el derecho de registrarse como ciudadanos británicos plenos.
Los pasaportes británicos emitidos en Gibraltar difieren de los emitidos en el Reino Unido, ya que figuran en la portada la palabra «Gibraltar» debajo del «Reino Unido de Gran Bretaña e Irlanda del Norte». Mientras que los pasaportes emitidos en el Reino Unido declaran que «El Secretario de Estado de Su Majestad Británica solicita y exige, en nombre de Su Majestad la Reina, que el portador pase libremente sin impedimentos», los pasaportes emitidos en Gibraltar establecen que es el Gobernador de Gibraltar quien solicita y requiere esto.
En 2004 un registro electoral tomado a efectos de las elecciones al Parlamento Europeo mostró que solo había 95 personas con el estatuto de CTBU. España se opuso al derecho de voto de los gibraltareños en las elecciones de la UE sobre la base de la idea errónea de que los gibraltareños no eran ciudadanos británicos plenos, sino ciudadanos de la Commonwealth a pesar de que los ciudadanos de la Mancomunidad de Naciones que vivían en el Reino Unido siempre habían podido votar en las elecciones europeas.

### Otros británicos
Hay una considerable minoría de expatriados británicos, clasificados como «Otros británicos» y, en ocasiones, los gibraltareños nativos se refieren a ellos de manera peyorativa como guiris. Históricamente muchos vinieron con los militares británicos o como funcionarios, con muchos casados locales y se registraron como gibraltareños aunque cualquier ciudadano británico residente en The Rock durante al menos seis meses puede votar. Con el declive de la presencia militar y la introducción del autogobierno la mayoría de los británicos en cambio se incorporan al sector financiero extraterritorial.

### Marroquíes
Tras el cierre de la frontera, Gibraltar ya no podía depender de los trabajadores españoles que viajaban del Campo, lo que resultaba en una escasez de mano de obra. En cambio, Gibraltar miraba hacia Marruecos, con muchos trabajadores llegando en ferry y quedándose en albergues del gobierno. Aunque pagaban el impuesto sobre la renta y el seguro social, se les denegó el derecho a la residencia permanente o la ciudadanía, solo con permisos de trabajo renovables. Esta política ha provocado críticas de grupos de derechos humanos en el Reino Unido, que describen las condiciones de vida y de trabajo para los marroquíes en Gibraltar como degradantes.

### Indios
La mayoría de los indios en Gibraltar se dedican al negocio, y muchas de las tiendas en la calle principal de The Rock son de propiedad india. Inicialmente no pudieron obtener la ciudadanía, pero un número cada vez mayor lo ha hecho.

## Deporte
El Ministerio del Deporte, presidido por el ministro de Deportes y Cultura, Hon Edwin Reyes, es responsable de los asuntos de política deportiva y la prestación de apoyo a los establecimientos educativos y los órganos rectores del deporte en Gibraltar. Bajo la presidencia del ministro se creó un Consejo Consultivo de Deportes de Gibraltar para asesorar al Gobierno de Gibraltar en todos los asuntos relacionados con el deporte.
El Gobierno reconoce los beneficios derivados de la participación en actividades deportivas y recreativas. Se da importancia a la disponibilidad de instalaciones adecuadas para la práctica del deporte. Hay una gran cantidad de instalaciones deportivas en Gibraltar, de diferentes estándares. Estas brindan oportunidades para que tanto los residentes como los visitantes disfruten el deporte como una recreación, y para los entusiastas de los deportes serios para mejorar los estándares y participar en eventos locales e internacionales.
En la actualidad hay dieciocho Asociaciones Deportivas de Gibraltar que han obtenido el reconocimiento oficial de sus respectivos Órganos Rectores Internacionales. Otros, incluido el Comité Olímpico Nacional de Gibraltar, han presentado solicitudes de reconocimiento que se están considerando.
A finales de 1999 se creó una Unidad de Desarrollo Deportivo para ayudar a los órganos rectores del deporte y los establecimientos educativos de Gibraltar a mejorar las normas.
La población residente de Gibraltar es activa en el deporte y los estándares son, en general, bastante altos, en relación con la población de Gibraltar. La participación en eventos deportivos oficialmente reconocidos u otros eventos deportivos, en el extranjero o en Gibraltar, es bien recibida por los deportistas de Gibraltar.
Las instalaciones deportivas de Gibraltar también están siendo utilizadas por deportistas extranjeros para el entrenamiento de "clima cálido". Se está fomentando esta práctica y se proyectan más y mejores instalaciones para mejorar el producto tanto para locales como para visitantes.

### La Asociación de Fútbol de Gibraltar
La AFG se formó como la Asociación de Fútbol Civil de Gibraltar en 1895, cambiando a su nombre actual en años posteriores, siendo una de las asociaciones de fútbol más antiguas del mundo.
La AFG se formó a medida que un número cada vez mayor de clubes de fútbol comenzaban a existir en Gibraltar y la asociación fue diseñada para traer algún tipo de organización al juego allí. Entre la formación de la asociación y 1907 la única competición de fútbol en Gibraltar fue la Merchant's Cup. Sin embargo, en 1907 la AFG estableció una liga para complementar la competencia de copa existente.
Para 1901 la AFG había establecido un equipo "nacional" representativo que competía contra los equipos militares. Este equipo representativo continuó jugando a lo largo de los años y lo más destacado probablemente fue un empate ante el Real Madrid en 1949.
La AFG se afilió a La Asociación de Fútbol en 1909, pero actualmente está tratando de convertirse en miembro de pleno derecho de la UEFA para que su equipo nacional pueda competir en el Campeonato Europeo de Fútbol y la Copa Mundial de Fútbol.

### Liga de fútbol de Gibraltar
La Liga de fútbol de Gibraltar fue establecida por la Asociación de Fútbol de Gibraltar (AFG) en 1905. Originalmente contenía ocho clubes miembros, pero ha crecido a lo largo de los años.
En 1909 la liga creció a dos divisiones y actualmente cuenta con tres divisiones que los clubes pueden promocionar y relegarse al final de cada temporada.

### El equipo de cricket de Gibraltar
El cricket ha sido jugado en Gibraltar por militares británicos desde finales del siglo XVIII. Se sabe que existió un campo de cricket al norte del Peñón de Gibraltar en 1800, para 1822 los civiles jugaban al juego, así como los militares.
El Club de Cricket de Gibraltar se formó en 1883 y formó la columna vertebral del grillo civil hasta bien entrado el siglo XX.
En 1890 un barco que transportaba al equipo australiano de cricket en su viaje a Inglaterra atracó en el puerto de Gibraltar después de una colisión con otros dos barcos. Los australianos jugaron un juego contra un equipo de Gibraltar Garrison, el equipo local fue expulsado por solo 25 y los australianos ganaron el juego, anotando 150/8.
Gibraltar participó por primera vez en el Trofeo ICC en 1982 y ha jugado todos los torneos desde entonces, con la excepción del torneo de 2005, al cual no calificaron. También han competido en el Campeonato de Europa en todas las ocasiones desde que comenzó en 1996.

### Sindicato de rugby
Campo de Rugby de Gibraltar Club de fútbol de la unión juega todos sus juegos en la cercana España.

## Música
Gibraltar tiene una pequeña pero próspera escena pop/rock. Su banda más conocida internacionalmente es Melón Diesel (1995-2003) que ganó fama considerable tanto en España como en América Latina.

## Cocina
La cocina de Gibraltar ha evolucionado en los últimos dos siglos como una mezcla única de varios platos de los cuales calentita es el más emblemático.